# رودی رامودو کونته کریشنا
رودی رامودو کونته کریشنا 
(به تلوگویی: Rowdy Ramudu Konte Krishnudu) فیلمی محصول سال ۱۹۸۰ و به کارگردانی کی. راگاوندرا رائو است. در این فیلم بازیگرانی همچون ن. ت. راما رائو، سری دوی، نانداموری بالاکریشنا ایفای نقش کرده‌اند.